# 1900 (numero)
Millenovecento (1900) è il numero naturale dopo il 1899 e prima del 1901.

## Proprietà matematiche
- È un numero pari.
- È un numero composto da 18 divisori: 1, 2, 4, 5, 10, 19, 20, 25, 38, 50, 76, 95, 100, 190, 380, 475, 950, 1900. Poiché la somma dei suoi divisori (escluso il numero stesso) è 2440 > 1900, è un numero abbondante.
- È un numero di Ulam.
- È un numero felice.
- È un numero di Harshad nel sistema numerico decimale, cioè è divisibile per la somma delle sue cifre.
- È un numero ondulante nel sistema posizionale a base 7 (5353).
- È un numero semiperfetto in quanto pari alla somma di alcuni (o tutti) i suoi divisori.
- È un numero pratico.
- È un numero odioso.
- È parte delle terne pitagoriche (528, 1900, 1972), (532, 1824, 1900), (819, 1900, 2069), (1140, 1520, 1900), (1305, 1900, 2305), (1425, 1900, 2375), (1900, 1995, 2755), (1900, 2139, 2861), (1900, 3360, 3860), (1900, 4560, 4940), (1900, 7095, 7345), (1900, 8925, 9125), (1900, 9405, 9595), (1900, 11799, 11951), (1900, 18000, 18100), (1900, 23712, 23788), (1900, 36075, 36125), (1900, 45105, 45145), (1900, 47481, 47519), (1900, 90240, 90260), (1900, 180495, 180505), (1900, 225621, 225629), (1900, 451248, 451252), (1900, 902499, 902501).

## Astronomia
- 1900 Katyusha è un asteroide della fascia principale del sistema solare.

## Astronautica
- Cosmos 1900 è un satellite artificiale russo.